# Manchmal kommen sie wieder II
Manchmal kommen sie wieder II ist ein US-amerikanischer Horrorfilm aus dem Jahr 1996 und die Fortsetzung des Films Manchmal kommen sie wieder, welcher auf der gleichnamigen Kurzgeschichte von Stephen King aus der Sammlung Nachtschicht basiert.

## Inhalt
Vor 30 Jahren tötete Jon Porter die Mörder seiner Schwester. Nach dem Tod seiner Mutter kehrt Psychiater Jon Porter (Michael Gross) mit seiner Tochter Michelle in seine Heimatstadt Glenrock zurück, um das Elternhaus aufzulösen. Schmerzliche Erinnerungen verbinden ihn mit dem kleinen Ort: Vor 30 Jahren hat Jon als kleiner Junge mitansehen müssen, wie seine 18-jährige Schwester Lisa getötet wurde. Jon hatte damals ein dämonisches Ritual gestört, bei dem drei Rowdys – angeführt von Tony Reno (Alexis Arquette), dem Verehrer seiner Schwester – Lisas Blut tranken. Jon kam zu spät, um Lisa zu retten. Die drei Mörder konnte er töten.
Nicht ahnend, dass in Glenrock bereits unheimliche Dinge vor sich gehen, freundet sich Michelle, die in wenigen Tagen ihren 18. Geburtstag feiert, mit den Mädchen Jules und Maria an. Eines Nachmittags stellt sich ihnen ein junger Mann vor: Tony Reno. Die jungen Frauen sind beeindruckt – mit Ausnahme der hellseherisch begabten Jules, die sofort eine tiefe Abneigung empfindet.
Tony interessiert sich ausschließlich für Michelle. Er schenkt ihr eine Halskette mit einer Uhr: der Uhr, die Lisa getragen hat, als sie starb. Währenddessen versucht Pater Archer Roberts, Jon zu warnen. Er behauptet, der Tod von Jons Mutter sei kein Unfall gewesen. Auch Steven, der Gärtner des Orts, hat bereits bemerkt, dass mit Tony etwas nicht stimmt. Aber er verschwindet plötzlich.
Als Jon mit eigenen Augen sieht, dass Tony Reno völlig unverändert zurückgekehrt ist, schenkt er dem Pater endlich Glauben. Archer erklärt, Jon habe vor 30 Jahren einen kabbalistischen Sabbat gestört. Jetzt ist Tony wieder da, um das dämonische Ritual zu vollenden.
Mit dem Mord an Steven konnte er bereits einen seiner beiden Lakaien aus der Hölle befreien. Bald sind sie wieder zu dritt und unterwegs, um Michelle zu holen. Verzweifelt versucht Jon, das Tor zur Hölle rechtzeitig zu schließen und zu verhindern, dass seine Tochter den bösen Mächten zum Opfer fällt.

## Kritik
„"Manchmal kommen sie wieder 2" ist ein guter Film zum nebenbei gucken. Man kann sich zwischendurch wunderbar unterhalten und verpasst trotzdem nichts. Ein typisches B-Movie von der Stange, das man sich mal ansehen kann, aber keineswegs gesehen haben muss. Absoluter Durchschnitt!“

„Spannungslose Fortsetzung eines Horrorfilm, der es kaum gelingt, Atmosphäre zu erzeugen und das Handlungsschema des ersten Teils zu erweitern; ebenso ausrechenbar wie langweilig.“

## Fortsetzungen
Eine weitere Fortsetzung wurde direkt für den Videomarkt veröffentlicht.
- 1999: Manchmal kommen sie wieder 3 (Sometimes They Come Back... for More)